# Deb Haaland
Debra Anne Haaland, més coneguda com a Deb Haaland (Winslow, Arizona, 2 de desembre de 1960) és una política estatunidenca. Després de l'anunci del President dels Estats Units Joe Biden el 17 de desembre de 2020, que nominaría Haaland com a Secretària de l'Interior, va ser confirmada pel Senat dels Estats Units el 15 de març de 2021. Esdevingué així després del seu jurament l'endemà, la primera dona indígena en servir com a secretària del gabinet.
Membre del Partit Demòcrata, representà el primer districte congressual de Nou Mèxic fins a la seva nominació el 2021.
El districte inclou la majoria d'Albuquerque i dels seus suburbis. Haaland va ser líder del Partit Demòcrata de Nou Mèxic. Amb Sharice Davids el 2018 va ser una de les primeres dones ameríndies en ser elegides al Congrés dels EUA. El 7 de març de 2019 va presidir un debat a la Cambra de Representants dels Estats Units sobre el dret de vot i el finançament.